# مجمع ضريح وتكية الشيخ صفي الدين
((بالفارسية: مجموعه آرامگاه و خانقاه شیخ صفی الدین)) ومعناها مجمع ضريح وتكية الشيخ صفي الدين .ويقع في مدينة أردبيل ,إيران. وهو مُدرج على قائمة التراث العالمي منذ عام 2010.

## التأريخ
ولد الشيخ صفي الدين الأردبيلي في أردبيل عام 1252 م وهو رأس الأسرة الصفوية التي حكمت إيران فيما بعد.وكان من أهل السنة والجماعة على المذهب الشافعي وأسس طريقة صوفية جذبت عدد كبير من الاتباع والمريدين توفي عام 1334م ودفن في مسقط رأسه أردبيل.

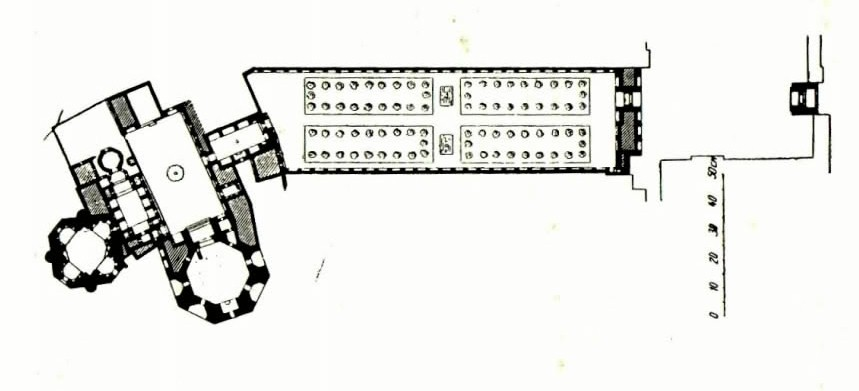
مخطط المجمع

بني ضريح الشيخ الأردبيلي لأول مرة بيد أبنه صدر الدين موسى بعد وفاة الشيخ 1334م. وتم تطوير البناء بين بداية القرن السادس عشر ونهاية القرن الثامن عشر.والضريح عبارة عن برج طويل
دائري الشكل تعلوه قبة مزينة بالكاشاني الأزرق، يبلغ ارتفاع البرج 17م. يضم المجمع أقسام عديدة إضافة للضريح تشمل:مكتبة، مدرسة، مسجد، حوض ماء، مطبخ مستشفى، مخبز وبعض المكاتب.يقع الضريح وقاعة المناسبات الدينية في الركن الأيمن للمسجد وهناك باحة داخلية وسط أبنية المجمع (بطول 31م وعرض 16م) وتمتد أمام المجمع حديقة طويلة.
وأضيفت أجزاء متعددة تدريجياً إلى البناء الرئيسي خلال (العهد الصفوي) . دفن في مجمع الشيخ الأردبيلي إضافة إلى صفي الدين الأردبيلي ،ولده صدر الدين موسى ،الشاه إسماعيل الصفوي ، الشاه طهماسب الأول وعدد من قتلى معركة جالديران .

## معرض الصور

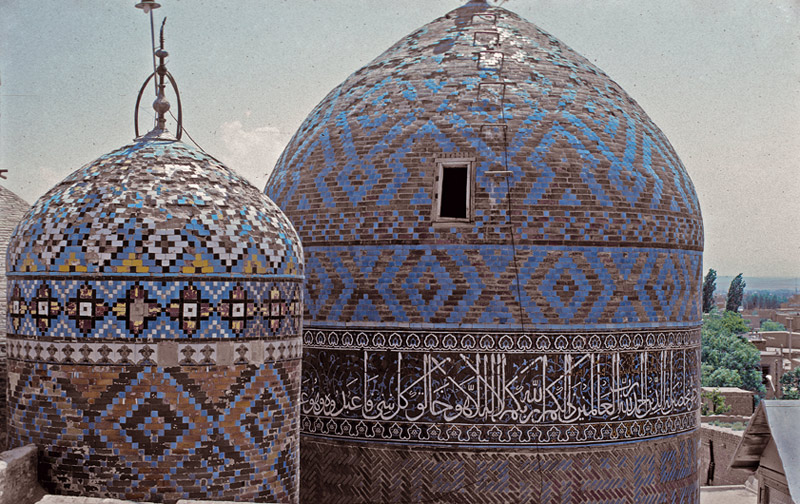
قبةالضريح مزينة بالكاشاني الأزرق
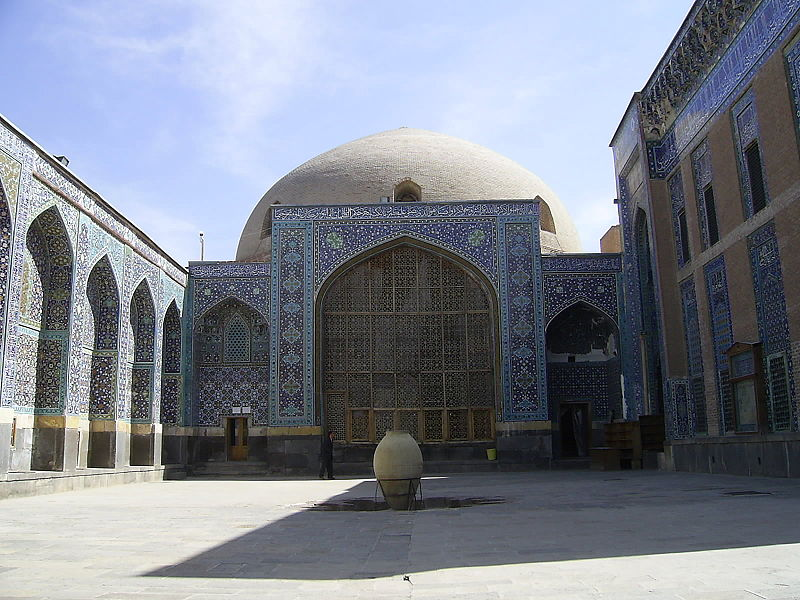
الباحة الداخلية
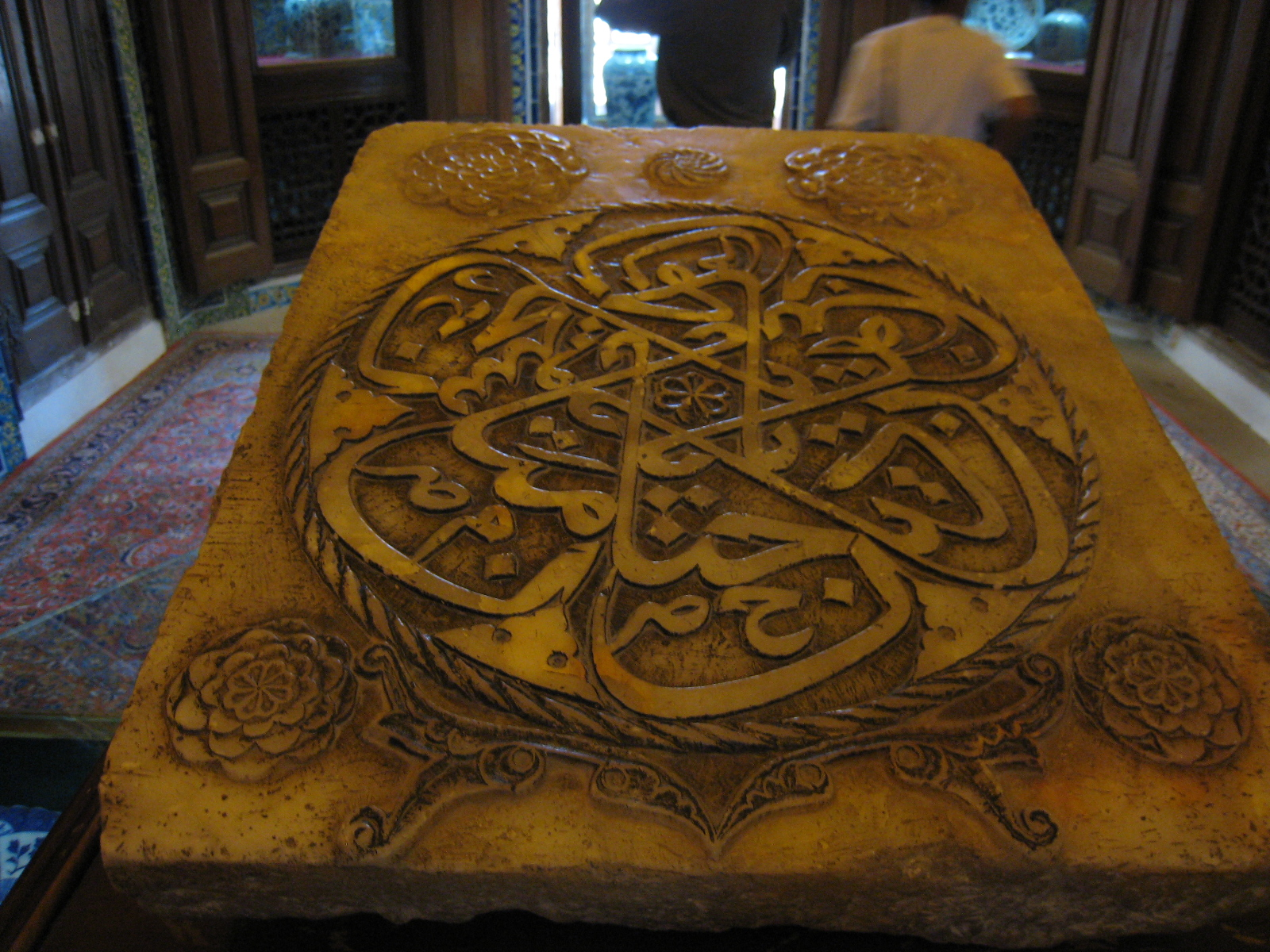
منحوتة من الحجر منقوش عليه دعاء "ياحنان يامنان"
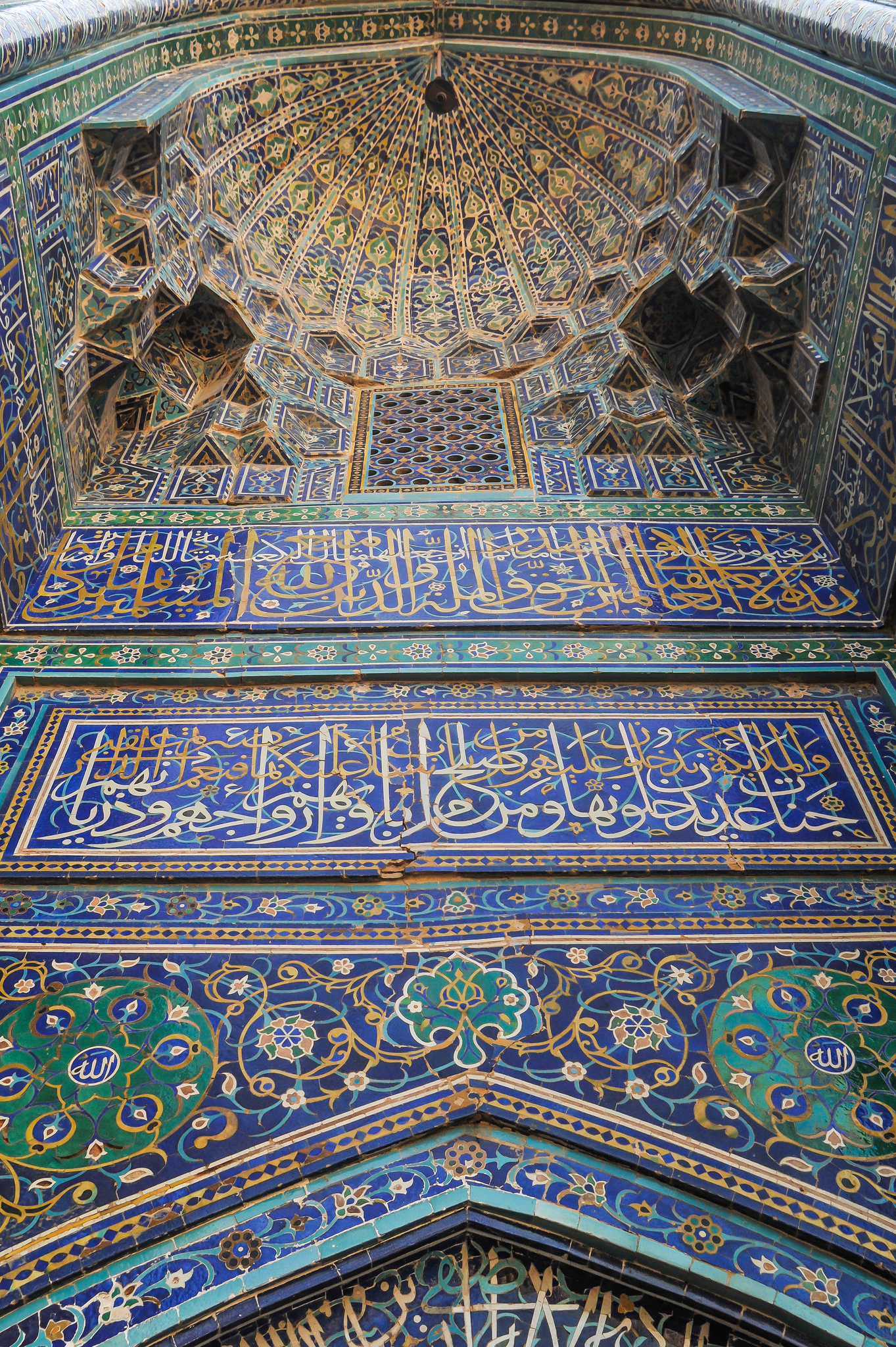
الزخرفة الإسلامية على الضريح
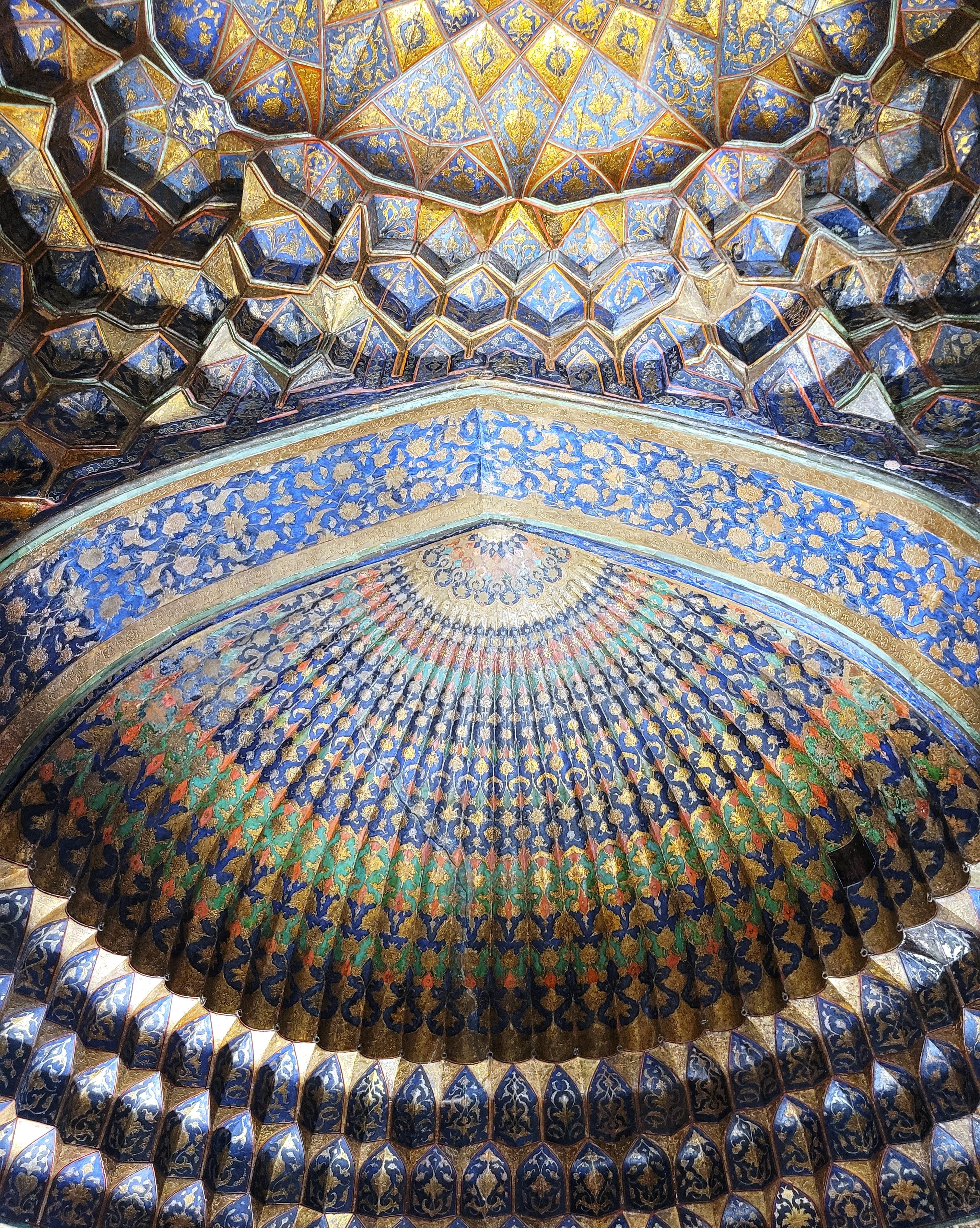
مقرنص

## اقرأ أيضاً
- قائمة مواقع التراث العالمي في إيران.